# Mrkljenta bijela
Mrkljenta bijela je otočić na istočnom kraju otočja Lastovci, istočno od Lastova.
Površina otoka je 4439 m2, duljina obalne crte 232 m, a visina 3 metra.